# كنزة التازي
كنزة التازي (6 فبراير 1996)، هي متزلجة على المنحدرات الثلجية مغربية. مثلت المغرب في الألعاب الأولمبية الشتوية 2014 في رياضة التزلج المتعرج والتزلج المتعرج العملاق.

## الطفولة
ولدت كنزة التازي يوم 6 فبراير 1996 في بوسطن بالولايات المتحدة. بدأت كنزة بالتزلج في عمر ال3، وانضمت إلى لأول نادي تزلج عندما  بلغت سن ال12. صرحت بعدها ب: «كل سنة تأخذني عائلتي للتزلج لمدة أسبوع في فصل الشتاء، ومن تم نمى حبي للرياضة».

## مشوارها

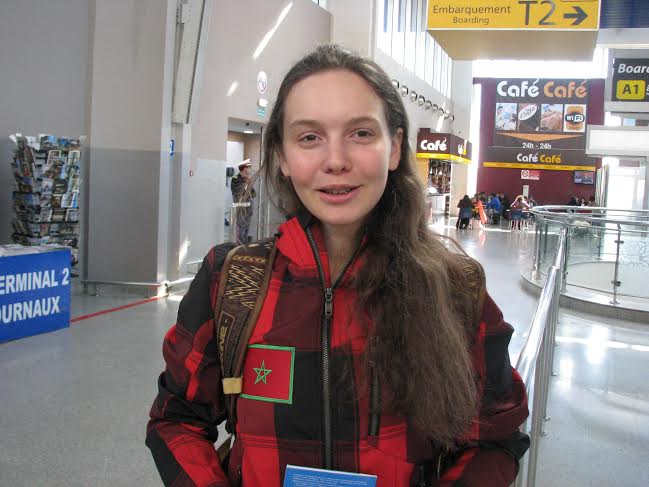
كنزة التازي، متزلجة جبال الألب

بعد منافستها في حلبة التزلج العالمية، حصلت التازي على تصنيف عال سمح لها بالمشاركة في الألعاب الأولمبية الشتوية 2014 في مدينة سوتشي، روسيا. بعد شفائها من إصابة في الرباط الصليبي، اختيرت لتمثل المغرب في الألعاب الأولمبية الشتوية 2014 جنبا إلى جنب مع آدم لمحمدي. لم يكن للتازي طموح في الفوز بالميداليات حيث قالت، «أنا أحاول لأسعد نفسي، ليس لدي تقنيات ولا الخبرة للفوز بميدالية في مثل هذا الحدث الكبير، لهذا لدي أهداف مختلفة، أنا هنا للتزلج وتطوير قدراتي». حصلت على المركز 62 في رياضة التزلج المتعرج العملاق للسيدات، والمركز 45 في التزلج المتعرج. بعد الأولمبياد، اختيرت كعضوة في الوفد الذي التقى برئيس الولايات المتحدة باراك أوباما. التحقت بعدها بكلية لندن الإمبراطورية حيث تدرس الفيزياء.

## روابط خارجية
- كنزة التازي على موقع الاتحاد الدولي للتزلج (التزلج على المنحدرات الثلجية) (الإنجليزية)
- كنزة التازي على موقع أوليمبيديا (الإنجليزية)